# بس تشات شرانغ رنغ (مارغون)
بس تشات شرانغ رنغ (بالفارسية: پس چات شرانگ رنگ) هي قرية تقع في إيران في قسم مارغون الريفي. يقدر عدد سكانها بـ 93 نسمة بحسب إحصاء 2016.